# Гертруда Фландрская
Гертруда Фландрская (около 1070—1117) — графиня Лувена и ландграфиня Брабанта в браке с Генрихом III и герцогиня Лотарингии в браке с Тьерри II.

## Биография
Гертруда была дочерью Роберта I, графа Фландрии (ок. 1035—1093) и Гертруды Саксонской (ок. 1030—1113).

### Лувен и Брабант
Гертруда вышла замуж за графа Лувена Генриха III. Он был графом Лувена с 1078 по 1095 год и ландграфом Брабанта с 1085 года. После смерти Генриха III в 1095 году его брат Годфрид стал графом и ландграфом, а с 1106 года он также стал герцогом Нижней Лотарингии.
У них было четверо детей, вероятно, все дочери (рожденные около 1092—1096 годов), включая:
- Адель Лувенская[англ.] (умерла в 1158); муж: герцог Лотарингии Симон I
- Гертруда; муж: граф Монтегю Ламберт[англ.].

### Лотарингия
Овдовев, в 1096 году Гертруда повторно вышла замуж за герцога Лотарингии Тьерри II (умер в 1115). Он был вдовцом с двумя детьми: Симоном и Гертрудой. У них было пятеро детей:
- Тьерри (около 1099/1101—1168), граф Фландрии с 1128 года
- (?) Герхард (умер после 1117)
- Генрих[фр.] (умер в 1165), епископ Туля с 1126 года
- Ирменгарда; муж: Бернар V Гроссус[фр.], сеньор де Бранкон
- (?) Гизела; 1-й муж: N фон Текленбург; 2-й муж: граф Саарбрюккена Фридрих I.

Пасынок Гертруды Симон женился на её дочери от первого брака Адель.